# Casper - Scuola di paura
Casper - Scuola di paura è una serie televisiva a cartoni animati in grafica computerizzata basata sull'omonimo film e coprodotta da Moonscoop, Classic Media e DQ Entertainment.
La serie ha debuttato in anteprima mondiale su YTV l'11 gennaio 2009, per poi essere trasmessa dal 1º aprile 2009 in Francia su TF1 e dal 4 ottobre dello stesso anno in Nordamerica su Cartoon Network. In Italia la prima stagione è stata trasmessa dal 15 giugno 2009 su Cartoon Network e la seconda dal 14 gennaio 2013 su Nick Jr. In chiaro, la serie viene replicata su Boing.

## Trama
La Scuola di Paura è stata fondata 10 000 anni fa per insegnare ai mostri a essere cattivi e spaventosi. Gli studenti cercano di perfezionare le loro abilità nello spaventare gli umani, ma il fantasmino Casper è troppo buono per essere spaventoso. Inoltre diventa amico di altre creature buone come lui, come Ra, un ragazzino-mummia, e Mantha, una zombie. I tre vengono presi di mira dal vampiro Thatch e il suo gruppo di mostri.

## Personaggi

### Protagonisti
- Casper
- Molla, Ciccia e Puzza
- Jimmy Bradley
- Ra
- Mantha

### Antagonisti
- Alder e Dash
- Kibosh
- Thatch

### Doppiaggio
| Personaggio | Doppiatore francese | Doppiatore italiano  |
| ----------- | ------------------- | -------------------- |
| Casper      | Sacha Bernheim      | Federica Valenti     |
| Jimmy       | Valentin Maupin     | Benedetta Ponticelli |
| Mantha      | Alice Orsat         | Debora Magnaghi      |
| Ra          | Léo Caruso          | Massimo Di Benedetto |
| Thatch      | Vincent De Bouard   | Simone D'Andrea      |
| Alder       |                     | Claudio Moneta       |
| Dash        |                     | Giorgio Bonino       |